# Miletínská modlitbička

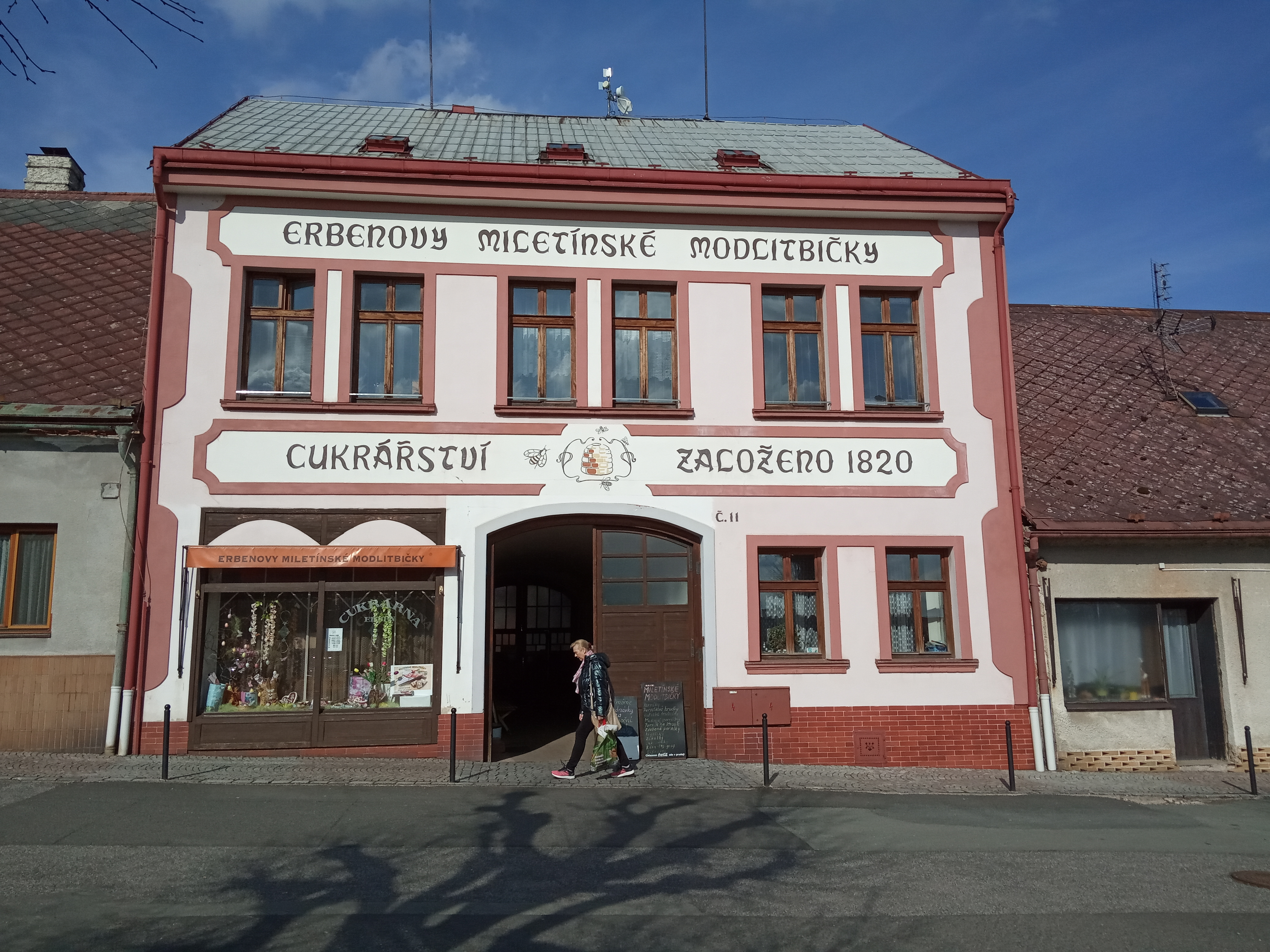
Cukrářství Erben v Miletíně

Miletínská modlitbička je zdobená perníková cukrovinka pojmenovaná podle města Miletín. Jedná se o tradiční výrobek s ochrannou známkou pro český trh, který je vyhledávanou pochoutkou i suvenýrem. Je spjata s rodinou Erbenů, z níž pocházel známý básník Karel Jaromír Erben.

## Historie výroby
Perníkář Josef Erben (16. 3. 1802 – 28. 2. 1889) poprvé modlitbičky nabízel na tradiční miletínské pouti na konci dubna 1864 (některé zdroje datují počátek výroby dokonce do roku 1820). Inspirací mu byly kapesní v kůži vázané modlitební knížky, které s sebou věřící nosili. Modlitbičky si rychle získaly oblibu, což dokládá i řada ocenění z různých výstav na přelomu 19. a 20. století. V roce 1913 jim byla udělena ochranná známka „Erbenovy miletínské modlitbičky“. Syn zakladatele, Josef Erben ml. (12. 6. 1892 – 23. 11. 1953), výrobu dále rozšířil a procesně zdokonalil. V roce 1949 byla firma znárodněna a výroba byla přerušena (kromě občasné výroby tzv. Miletínek). V roce 1991 byla firma navrácena potomkům rodu Erbenů a transformovala se na firmu Erben, s. r. o., současně, možná i o něco dříve, modlitbičky začala vyrábět i firma Cukrárna Laušman. Vedly se právní spory o název a právnost receptury. Proto oba výrobci získali ochrannou známku, každý na svůj název - Erbenovy Miletínské modlitbičky a Miletínské modlitbičky patří zase Laušmanům.
Již od roku 1902 konkuruje Erbenovým modlitbičkám cukrovinka s názvem "Miletínské modlitbičky", které začal vyrábět cukrář Josef Laušman. Firma měla stejný osud jako Erbenova, takže dnes můžeme několik kroků od Erbenovy prodejny zakoupit i modlitbičky firmy Laušman. Oba výrobky jsou velmi podobné.
O dočasnou výrobu náhrady za modlitbičky, takzvané Miletínky, se přičinil cukrář Ota Laušman, jenž po znárodnění cukrářství pana Erbena pracoval jako mistr. Po sametové revoluci se podílel na zahájení výroby ve společnosti „Cukrářství a perníkářství bratří Laušmanů“, jak pojmenoval firmu, jež navazovala na tradici rodu Erbenů.

## Receptura
Původně byly modlitbičky vykrajovány z plátu medového perníku, na který se nanesla náplň z drobeného perníku a pražených vlašských a lískových ořechů. Navrch se potom přiklopil list marcipánu, celá modlitbička se polila cukrovou polevou a na vrchní stranu byla položena půlka mandle (zastupující křížek na opravdových modlitebních knížkách). Na Hospodářské, průmyslové a národopisné výstavě pro Východní Čechy v Hradci Králové roku 1894 byly již prezentovány v podobě ražené jednotlivě formou. Během válečných let, kdy nebylo možné sehnat mandle, byl na modlitbičky malován křížek cukrovou polevou. Později se spodní perníková část začala péci z již vykrajovaného perníku a marcipánový vršek byl nahrazen plátkem ze šlehaných bílků, mouky, cukru a skořice. Těsto se nechává nejméně šest týdnů zrát. Hotový výrobek má rozměry cca 7 × 5 × 3 cm a váží zhruba 50 g.

## Význam
Na Hospodářské, průmyslové a národopisné výstavě pro Východní Čechy v Hradci Králové roku 1894 získaly miletínské modlitbičky zlatou medaili.
Vzpomínal na ně básník Jaroslav Seifert v knize Všecky krásy světa a ocenil je i Tomáš Garrigue Masaryk.
V sociologickém průzkumu mezi respondenty v nedalekém Libereckém kraji se v souvislosti se zkoumáním významu chráněného označení původu miletínské modlitbičky dostaly na 13.–17. místo podle četnosti, s jakou je respondenti uváděli jako příklady českých výrobků známých jako místní. Na stejném místě se umístila například vizovická slivovice, krkonošské kyselo nebo karlovarský porcelán. Byly zmíněny desetkrát méně často než vítězné znojemské okurky. Hořické trubičky se mezi 45 druhy uvedených příkladů nevyskytly ani jednou.
Na rozdíl například od hořických trubiček nebo pardubického perníku však nejsou miletínské modlitbičky mezi asi 20 českými zemědělskými a potravinářskými výrobky, které jsou zaevidovány jako chráněné označení původu, a není v evidenci ani žádost o tuto ochranu.
V současnosti Úřad průmyslového vlastnictví registruje ochrannou známku ve znění „Miletínské Modlitbičky“ s datem práva přednosti od 22. července 1993 pod číslem 174143 pro firmu ERBEN spol. s r.o.